# 高通Hexagon
Hexagon 是高通公司推出的一系列数字信号处理器（DSP）以及后来的神经网络处理器（NPU）产品的品牌名称。 Hexagon 也被称为 QDSP6，即“第六代数字信号处理器”。据高通公司介绍，Hexagon 架构旨在为多种应用提供高性能的同时保持低功耗。
每一版本的 Hexagon 都拥有特定的指令集体系结构和微架构，这两个特性密切相关。
Hexagon 被广泛应用于高通骁龙芯片中，包括智能手机、汽车、可穿戴设备及其他移动设备，同时也在蜂窝电话网络的组件中得到应用。